# La TN (Team Naps)
Albums de Naps
Best Life
(2021) En temps réel
(2023)
La TN (Team Naps) est le huitième album de Naps sorti le 17 juin 2022.

## Liste des pistes
| 1.  | La Maxance                            | DIIAS, Voluptyk              | 2:31 |
| 2.  | Vamos (feat. Gazo)                    | Skary, Wysko                 | 4:02 |
| 3.  | Sensas                                | Chefi, Toto Beats            | 2:35 |
| 4.  | Ma best (feat. Kalif Hardcore)        | Voluptyk                     | 2:46 |
| 5.  | Faut s'tailler (feat. Kalif Hardcore) | Moutch                       | 2:53 |
| 6.  | Bogota (feat. Morad & Alonzo)         | Nicolas Romano, Skary, Wysko | 4:01 |
| 7.  | Diadia                                | Nicolas Romano               | 2:45 |
| 8.  | QNQS                                  | Voluptyk                     | 2:48 |
| 9.  | 4 anneaux gris (feat. Kalif Hardcore) | Voluptyk                     | 2:28 |
| 10. | Target                                | Chefi                        | 2:28 |
| 11. | Rooftop                               | Nicolas Romano               | 2:26 |
| 12. | Dreamlife (feat. SCH)                 | Akuma Tracks                 | 2:51 |
| 13. | La Pyra                               | Zeg P                        | 2:31 |
| 14. | Devant la mer                         | Skary, Wysko                 | 3:27 |
| 15. | Critikal                              | Nicolas Romano               | 2:22 |
| 16. | Bouillant                             | Zeg P                        | 2:32 |
| 17. | La mala                               | Voluptyk                     | 2:16 |
| 18. | VVS (feat. Kaaris & Kalash Criminel)  | Nicolas Romano               | 3:35 |
| 19. | G700 (feat. Dadju)                    | Wysko                        | 3:29 |

| 20. | V2V              | Wysko                                | 2:56 |
| 21. | Abusé            | Asslam Prod, Kikou                   | 2:16 |
| 22. | Nouvel horizon   | Napalm Beats, 71 Beats, Freak Beatzz | 3:17 |
| 23. | Marseille Cancún | Nicolas Romano                       | 1:51 |
| 24. | Miami            | Nassbrance                           | 2:51 |
| 25. | Napsdas          | Zak Cosmos                           | 3:19 |
| 26. | Bayern           | Layms, Ani Beatz                     | 3:27 |

## Clips vidéos
- La Maxance : 17 mai 2022
- Sensas : 10 juin 2022
- Vamos (feat. Gazo) : 20 juillet 2022

## Classements et certifications

### Classements hebdomadaires
| Classements (2023)           | Meilleure position |
| ---------------------------- | ------------------ |
| France (SNEP)                | 2                  |
| Belgique (Wallonie Ultratop) | 13                 |
| Suisse (Schweizer Hitparade) | 14                 |

### Certifications
| Région                                                                                                 | Certification | Ventes/Streams |
| --- | ------------- | -------------- |
| France (SNEP)                                                                                          | Or            | 50 000*        |
| *Ventes selon la certification ^Mise en rayon selon la certification xNon précisé par la certification |               |                |

### Titres certifiés en France
- Vamos (feat. Gazo)  Diamant[6] (11 avril 2024)
- Dreamlife (feat. SCH)  Or[7] (14 septembre 2023)